# 천국의 문 (종교)
천국의 문(Heaven's Gate)은 한 UFO 종교로, 마셜 애플화이트(Marshall Applewhite)와 보니 네틀즈(Bonnie Nettles)가 그 지도자였다.

## 집단 자살
신자들은 외계인이 UFO를 통해 헤일-밥 혜성과 함께 지구에 접근할 것이라고 믿었으며 자신들을 데려가리라고 믿었고, 1997년 3월, 지도자 애플화이트의 사주에 따라 신자들은 자신들을 UFO에 태우기 위해 교주와 함께 집단 자살을 행하였고, 이후 경찰에 의해 그들의 39구의 시신이 발견되었다.

## 같이 보기
- 집단 자살
- 헤일-밥 혜성
- UFO 종교 (UFO religion)